# Иржиковский, Кароль
Кароль Иржиковский (пол. Karol Irzykowski; 23 января 1873, дер. Бляшкова близ г. Ясло (ныне Подкарпатское воеводство, Польши) — 2 ноября 1944, Жирардув) — польский литературный критик, кинокритик, поэт, беллетрист, драматург, теоретик кинематографа, переводчик, шахматист. Член Польской академии литературы.

## Биография
Шляхтич герба Остоя. Родился в фольварке своего отца.
Обучался в гимназиях Бережан и Львова. Поступил во Львовский университет, но из-за материальных трудностей учёбу в нём не окончил. Работал учителем немецкого языка, занимался стенографированием, затем — журналистикой.
В 1908 году переехал в Краков. Сотрудничал с редакцией демократической газеты «Nowa Reforma». После окончания первой мировой войны жил в Варшаве. Руководил отчетно-стенографическим бюро Сейма. Помещал статьи в ряде литературных газет столицы(«Wiadomości Literackе» (1924—1933), в 1922—1934 — театральные рецензии в «Robotnik» — органе ППС. В 1929—1930 годах был одним из редакторов газеты «Europa».
Вошёл в число ведущих литературных критиков Польши. Вёл колонку драматургии в «Rocznik Literacki», сотрудничал с Польским радио. С 1933 года — Член Польской академии литературы.
В годы второй мировой войны проживал в Варшаве. Во время Варшавского восстания получил ранение в ногу. Был помещен в госпиталь в Жирардуве, но в результате воспаления умер.
Похоронен на Раковицком кладбище в Кракове.

## Творчество
В эпоху «Молодой Польши» обратил на себя большое внимание своими романами «Палуба» и «Сны Марии Дунин» (1903). В «Палубе» он дал детальный и весьма тонкий анализ внутренней борьбы между сознательным и подсознательным началами, усугубляемой стремлением скрыть перед другими и перед самим собой действительные мотивы своих поступков («Гардероб души»). Слово «палубизм», обозначающее противоречие между осознанными и бессознательными побуждениями, стало общепринятым термином. «Сны Марии Дунин» представляют собой более раннюю попытку применить тот же по существу психологический метод. Роман «Палуба» вызвал в своё время большой интерес. Позднейшие беллетристические произведения И. интересны своеобразной постановкой психологических проблем. Как литературный критик Иржиковский — тонкий аналитик с социологическими тенденциями, но без цельного миросозерцания.

## Шахматы в жизни К.  Иржиковского
Кароль Иржиковский до конца жизни увлекался шахматами. Одна из его драм («Выиграш») — разыгрывается на шахматной доске. В 1895—1914 гг. входил в число ведущих польских шахматистов. С 1908 года — активный член Краковского шахматного клуба. Одно из его эссе называется «Футуризм и шахматы» (1921), в котором изложено много оригинальных мыслей на тему развития шахмат.
В 1939 году был избран в состав Высшего Совета Польского шахматного союза. В годы войны организовывал нелегальные шахматные турниры.

## Избранные произведения
- Выиграш / Zwycięstwo (драма, (1897)
- Палуба / Pałuba — роман, 1903)
- Сны Марии Дунин / Sny Marii Dunin — (рассказ, 1903)
- Новеллы / Nowele (1906)
- Стихи и драмы / Wiersze i dramaty (1907)
- Господа злодеи / Dobrodziej złodziei.)Комедия, 1907) (в соавт.)
- Фредерик Геббель, поэт конечности / Fryderyk Hebbel jako poeta konieczności — (монография, 1907)
- Из-под темной звезды / Spod ciemnej gwiazdy — (новеллы, 1922)
- Десятая муза / Dziesiąta Muza — (исследования на тему кинематографа, 1924)
- Борьба за содержание (полемическое произведение, 1929) и др.